# Paroimia
Paroimia (altgriechisch παροιμία) bezeichnete in der Antike ein Sprichwort, eine sprichwörtliche Redensart oder Ähnliches. Etymologisch ist der Begriff wohl von οἶμος oímos (wörtlich: „Gang [der Erzählung]“, frei: „Haupthandlungsstrang“) abgeleitet mit dem Präfix para- (παρά-) und bezeichnet dementsprechend „Miteinhergehendes“ bzw. „Beiwerk“.
Der Begriff ist erstmals bei Aischylos (Agamemnon 264) belegt. Diogenes Laertius behauptet, dass Aristoteles ein Werk namens Paroimiai (Παροιμίαι) über Sprichwörter geschrieben habe, das allerdings nicht erhalten ist.
Aus der Spätantike und der byzantinischen Zeit sind einige Sammlungen solcher Sprichwörter erhalten geblieben. Die Verfasser dieser Sammlungen werden als Paroimiographoi bezeichnet. Deren Texte wurden von Ernst von Leutsch und Friedrich Wilhelm Schneidewin im Corpus Paroemiographorum Graecorum gesammelt und ediert.